# 宮村優子 (編劇)
宮村優子（1958年7月24日—），日本資深女作家、編劇。也從事漫畫執筆。出身於東京都。早稻田大學第二文學院畢業。

## 來歷
東京都立豐多摩高等學校在學中，獲得「旺文社全國學藝競賽」的獎項而開始對寫劇本產生興趣，高中3年級在導師的鼓勵之下，選讀早稻田大學第二文學院。大學時期，筆名宮村裕子與下森真澄共同執筆「現役女子大生本音」在《月刊寶島》中的『ANO ANO』進行連載。之後也作為艷情片被改編成電影《ANO ANO 女子大生基礎知識》上映。
大學畢業後以自由作家的身份活動。曾經參加《漫畫ACTION》上的專欄。1984年以日本電視台的電視劇出道。
與配音員宮村優子同名同姓。身為編劇的宮村優子曾經在《日經WOMAN》上談到「我經常被誤認，並不是講『你白痴呀!?』的那一位」。亦曾經在動畫《電腦線圈》官方站台上的網誌強調「以防萬一，我不是明日香我是宮村優子」，也表態「我想寫有宮村演出的劇本」。

## 作品

### 電視劇
日本電視台
- （1984年）
- （1985年）
- 外科醫生有森冴子（1990年、1992年）
- 今生只愛你（日语：君だけに愛を）（1991年，週六連續劇）

NHK系列
- NHK
  - 請問芳名（1991－1992年，晨間小說連續劇）
  - （1999年）
  - （1999年）
  - （2008年，時代劇戲劇特輯）
  - Madonna Verde（日语：マドンナ・ヴェルデ）（2011年，電視劇10）
  - 極北狂想曲（日语：極北ラプソディ#テレビドラマ）（2013）
  - 七個會議（日语：七つの会議）（2013年）
  - 花燃燒（2015年，大河劇）[1]
  - 算盤武士SP ～天空之鷹～（2020年，正月時代劇（日语：NHK正月時代劇））
  - 戲劇新銀河（日语：ドラマ新銀河）
    - 翼（日语：つばさ (1994年のテレビドラマ)）（1994年）
    - 小寶寶來了（日语：赤ちゃんが来た）（1994年）

  - 連續電視小說
    - 四千金（1994年）
    - 春天來吧（1994年－1995年）
    - 甜辣美人（日语：甘辛しゃん）（1997年－1998年）

  - 週六時代劇（日语：土曜時代劇 (NHK)）
    - 幽靈租賃（日语：ゆうれい、貸します〜お染・恋の七変化〜）（2003年，週五時代劇）
    - 慶次郎緣側日記（日语：慶次郎縁側日記）（2004年，週五時代劇）
    - 柳生十兵衛七番勝負最後之鬥（日语：柳生十兵衛七番勝負 最後の闘い）（2007年，週四時代劇）
    - 戰國快跑女高中生（日语：アシガール#テレビドラマ）（2017年，週六時代劇（日语：土曜時代劇 (NHK)））
    - 戰國快跑女高中生SP ～超時空戀愛喜劇再來～（2018年，特集戲劇）

- NHK教育
  - 戲劇愛之詩（日语：ドラマ愛の詩）
    - 鬼魅小夜子（日语：六番目の小夜子）（2000年）
    - （2002年）

TBS
- 愛的劇場（日语：愛の劇場）
  - （1992年）
  - （1993年）
  - 這裡是本池上署（日语：こちら本池上署）（2004年，週一National劇場（日语：ナショナル劇場））

朝日電視台
- （1997年）
- 相棒season14　第14話「聚光燈下」（2016年2月3日）
- 相棒season15　第9話「後焦 ～角田課長的告白」（2016年12月7日）

### 電視動畫
- 電腦線圈（2007年，NHK教育，第7話編劇）

### 著書
- Ano ano : super real gal's magazine 下森真澄、宮村裕子著（1980年9月，JICC出版局）之後德間文庫
- ANO ANO 2 教科書 下森真澄、宮村裕子著（1981年，JICC出版局）之後德間文庫
- 君愛 宮村優子著（1991年，WANI BOOKS（日语：ワニブックス））
- 電腦線圈 （2007年4月19日第1冊發售，全13冊，德間書店）

## 腳註

## 外部連結
- 作家：宮村優子 （日語）－Japan Creator Bank